# David Daka Popović
David Daka Popović (v srbské cyrilici Давид Дака Поповић; 28. prosince 1886, Novi Sad, Rakousko-Uhersko – 17. února 1967, Novi Sad, SFRJ) byl srbský architekt, politik a spisovatel.
Popović byl původem z Nového Sadu, kde studoval. Ve svých studiích pokračoval i v Szegedu a později i v Budapešti, kde působil v letech 1908-1913 na tamní polytechnické škole. Po skončení studií pracoval nějaký čas jako inženýr v maďarské metropoli. S příchodem první světové války byl mobilizován a stal se důstojníkem ženijní jednotky, která měla za úkol opravu mostů a obnovu komunikací. Po skončení války se Popović vrátil do Nového Sadu, který se mezitím stal součástí Království Srbů, Chorvatů a Slovinců. Stal se zaměstnancem ředitelství výstavby. Po nějakou dobu ale své rodné město opustil, a přesídlil do Subotice, kde pracoval na obnově železniční sítě.
Roku 1920 se opět vrátil do Nového Sadu, kde založil soukromou stavební společnost Inženjering, pro niž pracoval jako inženýr. V této firmě pracoval i s Nikolou Mirkovem, tvůrcem moderního kanálu Dunaj–Tisa–Dunaj. Sám Popović celou řadu budov, které vznikaly po celé Vojvodině v meziválečném období. Soustředil se však na Novi Sad. První z nich byl dům obchodníka Kosty Jovanoviće na Trifkovićevě náměstí. Realizována byla v letech 1922 až 1924 v pozdně secesním stylu. Popović také navrhl řadu kostelů, které dodnes stojí na území jak Vojvodiny, tak i centrálního Srbska.
V roce 1932 organizoval první velkou hospodářskou výstavu v Novém Sadě.
V 30. letech vznikly objekty, které patří mezi hlavní Popovićovy práce; Palác Vatikán v centru Nového Sadu a budovu Velitelství I. vojenské oblasti v blízkosti Dunajského parku. Popović dále spolupracoval na vzniku Domu obchodnické společnosti, kde se dnes nachází Rádio Novi Sad. Tyto stavby již opustily pozdně secesní a eklektický ornamentální styl a vznikaly v duchu nastupujícího funkcionalismu.
Ve 30. letech se Popović nakonec rozhodl s projektováním staveb přestat (jeho následovníkem se stal Danilo Kaćanski) a vstoupil do politiky. Jeho politická kariéra byla úspěšná, neboť byl v roce 1929 zvolen za prvního bána Dunajské bánoviny a také za senátora v letech 1933-1939. Ve funkci bána Dunajské bánoviny působil pouhé tři měsíce. Stal se také zakladatelem novin Dan, které vycházely v letech 1935-1941. Později se Popović věnoval psaní knih a přispívání do dalších časopisů, a to i po druhé světové válce.

## Díla (knihy)
- Banat, Bačka i Baranja, savremeni, nacionalni, politički i društveni problemi
- Pančevo u Srpskom pokretu 1848-1849, Prilog istoriji vojvođanskih gradova
- Vuk i njegovo doba